# Derek Lundy
Pour les articles homonymes, voir Lundy.
Derek Lundy, né le 14 décembre 1946 à Belfast, Irlande du Nord, est un écrivain canadien de la Colombie-Britannique.
Son premier livre, publié en juillet 1995 aux éditions JECW Press (en) (Toronto), est une biographie de l’avocat et auteur américain Scott Turow, Scott Turow: Meeting the Ennemy.
Son best-seller est Godforsaken Sea: Racing the World's Most Dangerous Waters,, publié par Algonquin Books of Chapel Hill en 1999, qui raconte la déchirante course à voile en solo Vendée Globe de 1996. Selon le Time, c’est un des meilleurs livres jamais écrits sur la voile en solo. Ce livre a été un best-seller au Canada et publié à travers le monde en traduction.
Lundy a par la suite publié The Way of a Ship: A Square-Rigger Voyage in the Last Days of Sail, le récit partiellememt fictif du voyage de Benjamin Lundy, qui aurait franchi le cap Horn à bord d’un voilier clipper à la fin du XIXe siècle.
En 2006, il publie The Bloody Red Hand: A Journey through Truth, Myth and Terror in Northern Ireland, le compte rendu du conflit nord-irlandais et de ses sources historiques par trois ancêtres de Derek Lundy qui, chacun, ont joué un rôle important dans l’histoire irlandaise. Bien que Lundy soit un auteur canadien né en Irlande du Nord, le livre a été très bien accueilli au Royaume-Uni. Ainsi, l’historien Roy Foster écrit dans The Guardian que l’ouvrage était concis, bien écrit et saisissant.
Le plus récent livre de Lundy, Borderlands: Riding the Edge of America, publié au Canada en mai 2010, a été retenu comme candidat finaliste en 2011 au Hubert Evans Non-Fiction Prize (en) de la Colombie-Britannique.

## Ouvrages
- (en) Derek Lundy, Scott Turow : Meeting the Enemy, ECW Press, 1995, 159 p. (ISBN 978-1-55022-234-0)
- (en) Derek Lundy, Godforsaken Sea : Racing the World's Most Dangerous Waters, Algonquin Books of Chapel Hill (Hardcover) 1999, 2000, 304 p. (ISBN 978-0-385-72000-7)
- (en) Derek Lundy, The Way of a Ship : A Square-Rigger Voyage in the Last Days of Sail, HarperCollins Canada / Ecco Press; Reprint édition (18 mars 2004), 2004, 368 p. (ISBN 978-0-06-093537-5)
- (en) Derek Lundy, The Bloody Red Hand : A Journey through Truth, Myth and Terror in Northern Ireland, Knopf Canada; First Edition edition (February 14, 2006), 368 p. (ISBN 978-0-676-97649-6)
- (en) Derek Lundy, Borderlands : Riding the Edge of America, Vintage Canada; Reprint (4 octobre 2011), 2011, 432 p. (ISBN 978-0-307-39863-5)